# Identità di Abel
In matematica, l'identità di Abel (chiamata anche identità di equazione differenziale di Abel) è un'equazione che esprime il Wronskiano di due soluzioni omogenee di un'equazione differenziale lineare del secondo ordine in termini di coefficienti dell'equazione differenziale originale. L'identità prende il nome dal matematico Niels Henrik Abel.
L'identità di Abel, siccome si riferisce a diverse soluzioni linearmente indipendenti dell'equazione differenziale, può essere usata per trovare una soluzione partendo dall'altra. È molto utile per equazioni come le equazioni di Bessel, dove le soluzioni non hanno una forma analitica, poiché in quei casi il Wronskiano è difficile da calcolare direttamente.

## Definizione
Data un'equazione differenziale omogenea ordinaria lineare del secondo ordine:
{\displaystyle {\frac {{\textrm {d}}^{2}y}{{\textrm {d}}x^{2}}}+P(x){\frac {{\textrm {d}}y}{{\textrm {d}}x}}+Q(x)\,y=0}
l'identità di Abel può essere scritta come:
{\displaystyle W(x)=W(0)\exp \left(-\int _{0}^{x}P(\xi )\,{\textrm {d}}\xi \right)}
dove {\displaystyle W(x)} è il Wronskiano delle due soluzioni linearmente indipendenti dell'equazione differenziale, ovvero il determinante:
{\displaystyle W(y_{1},y_{2})(x)={\begin{vmatrix}y_{1}(x)&y_{2}(x)\\y'_{1}(x)&y'_{2}(x)\end{vmatrix}}=y_{1}(x)\,y'_{2}(x)-y'_{1}(x)\,y_{2}(x)\qquad x\in I}

## Derivazione
Siano {\displaystyle y_{1}} e {\displaystyle y_{2}} due soluzioni linearmente indipendenti dell'equazione differenziale:
{\displaystyle y''+P(x)\,y'+Q(x)\,y=0}
Allora il Wronskiano delle due funzioni è definito come
{\displaystyle W(x)=y_{1}'y_{2}-y_{1}y_{2}'}
Derivando si ha:
{\displaystyle {\begin{aligned}W'(x)&=y_{1}''y_{2}+y_{1}'y_{2}'-y_{1}'y_{2}'-y_{2}''y_{1}\\&=y_{1}''y_{2}-y_{1}y_{2}''\end{aligned}}}
Considerando l'equazione differenziale originale nella forma:
{\displaystyle y''=-P(x)\,y'-Q(x)\,y}
Sostituendo il risultato nel Wronskiano si ha:
{\displaystyle {\begin{aligned}W'(x)&=\left(-P(x)y_{1}'-Q(x)\,y_{1}\right)y_{2}-y_{1}\left(-P(x)y_{2}'-Q(x)\,y_{2}\right)\\&=-P(x)y_{1}'y_{2}-Q(x)y_{1}y_{2}+P(x)y_{1}y_{2}'+Q(x)y_{1}y_{2}\\&=-P(x)(y_{1}'y_{2}-y_{1}y_{2}')\\&=-P(x)\,W(x)\end{aligned}}}
Si tratta di un'equazione differenziale lineare del primo ordine:
{\displaystyle {\frac {{\textrm {d}}W}{W}}=-P(x)\,{\textrm {d}}x}
in modo che integrando:
{\displaystyle \ln \left({\frac {W(x)}{W(0)}}\right)=-\int _{0}^{x}P(\xi )\,{\textrm {d}}\xi }
si ha, esponenziando, l'identità:
{\displaystyle W(x)=W(0)\exp \left(-\int _{0}^{x}P(\xi )\,{\textrm {d}}\xi \right)}

## Generalizzazione
Data un'equazione lineare omogenea di ordine {\displaystyle n\geq 1} definita sull'intervallo {\displaystyle I\subset \mathbb {R} }:
{\displaystyle y^{(n)}+p_{n-1}(x)\,y^{(n-1)}+\cdots +p_{1}(x)\,y'+p_{0}(x)\,y=0}
con {\displaystyle y_{1},\dots y_{n}} soluzioni a valori reali o complessi, il Wronskiano:
{\displaystyle W(y_{1},\ldots ,y_{n})(x)={\begin{vmatrix}y_{1}(x)&y_{2}(x)&\cdots &y_{n}(x)\\y'_{1}(x)&y'_{2}(x)&\cdots &y'_{n}(x)\\\vdots &\vdots &\ddots &\vdots \\y_{1}^{(n-1)}(x)&y_{2}^{(n-1)}(x)&\cdots &y_{n}^{(n-1)}(x)\end{vmatrix}}\qquad x\in I}
soddisfa la relazione:
{\displaystyle W(y_{1},\ldots ,y_{n})(x)=W(y_{1},\ldots ,y_{n})(x_{0})\exp {\biggl (}-\int _{x_{0}}^{x}p_{n-1}(\xi )\,{\textrm {d}}\xi {\biggr )}\qquad x\in I}
per ogni {\displaystyle x\in I}.
Infatti, le soluzioni {\displaystyle y_{1},\dots ,y_{n}}:
{\displaystyle \Phi (x)={\begin{pmatrix}y_{1}(x)&y_{2}(x)&\cdots &y_{n}(x)\\y'_{1}(x)&y'_{2}(x)&\cdots &y'_{n}(x)\\\vdots &\vdots &\ddots &\vdots \\y_{1}^{(n-2)}(x)&y_{2}^{(n-2)}(x)&\cdots &y_{n}^{(n-2)}(x)\\y_{1}^{(n-1)}(x)&y_{2}^{(n-1)}(x)&\cdots &y_{n}^{(n-1)}(x)\end{pmatrix}}\qquad x\in I}
sono la soluzione del sistema n-dimensionale di equazioni differenziali omogenee:
{\displaystyle {\begin{pmatrix}y'\\y''\\\vdots \\y^{(n-1)}\\y^{(n)}\end{pmatrix}}={\begin{pmatrix}0&1&0&\cdots &0\\0&0&1&\cdots &0\\\vdots &\vdots &\vdots &\ddots &\vdots \\0&0&0&\cdots &1\\-p_{0}(x)&-p_{1}(x)&-p_{2}(x)&\cdots &-p_{n-1}(x)\end{pmatrix}}{\begin{pmatrix}y\\y'\\\vdots \\y^{(n-2)}\\y^{(n-1)}\end{pmatrix}}}
La traccia è {\displaystyle -p_{n-1}(x)}, e quindi l'identità di Abel segue dalla formula di Liouville.